# Kapellchen (Büderich)

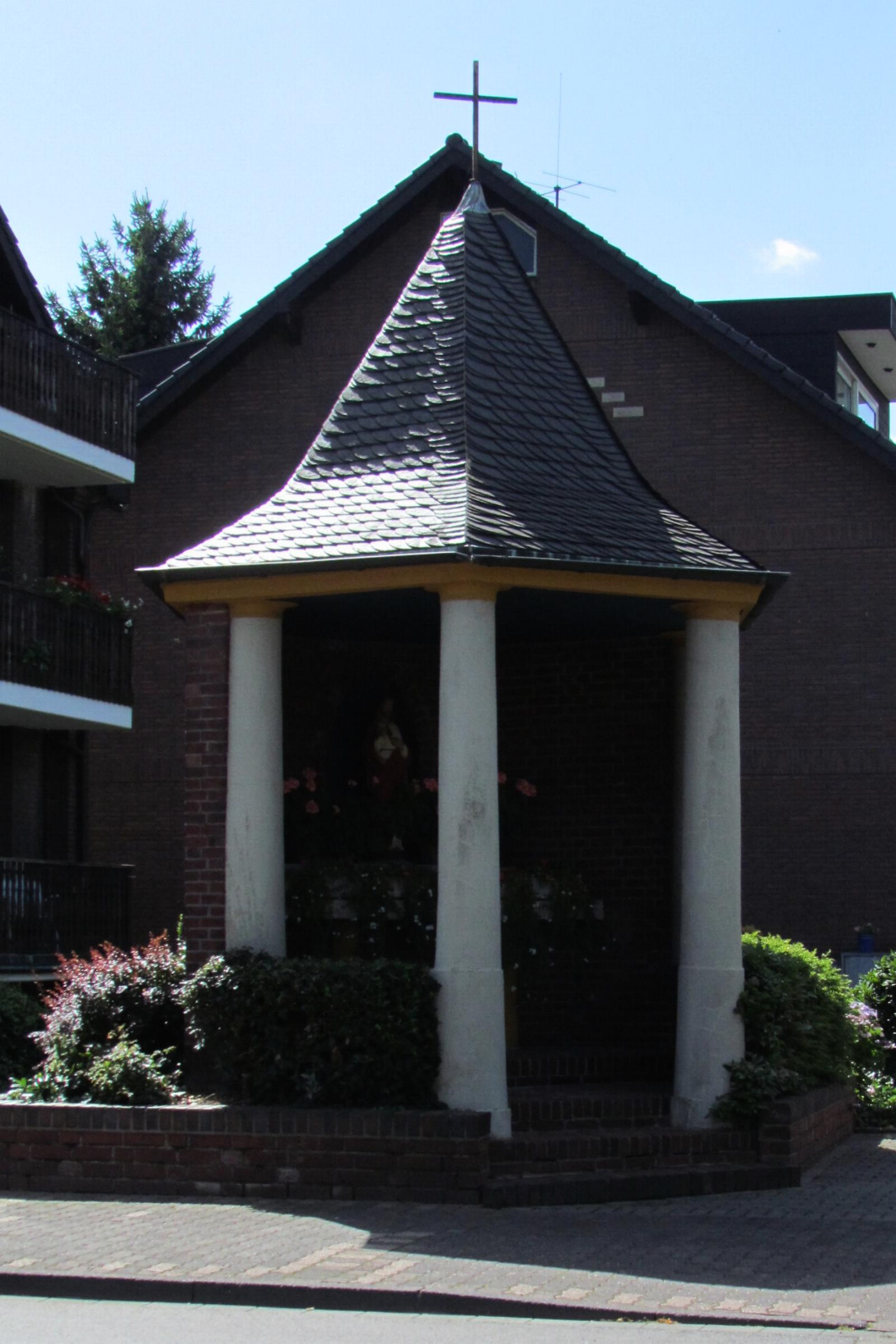
2012

Das Kapellchen ist eine kleine gemauerte Kapelle an der Ecke Dülsweg/Blumenstraße in Büderich, Meerbusch. Es wurde 1928 mithilfe von Spenden der Nachbarschaft errichtet. Das Grundstück wurde von der Familie Pescher vormals Frienen zur Verfügung gestellt. Es war ein Segensaltar für die Herz-Jesu-Prozession, die es ab 1911 gab. Die Prozession fand bis 1960 statt. Seit dem 11. September 1984 ist es in die Liste der Baudenkmäler in Büderich eingetragen.